# Илия Ласин
Илия Стойчев Ласин Бръчков е български актьор, режисьор, продуцент и театрален педагог.

## Биография
Роден е на 17 април 1971 година в Благоевград, България. Внук на заслужилия артист Илия Георгиев Бръчков и правнук на Георги Илиев Бръчков, създател на Горноджумайския театър.
През 1993 г. печели конкурс за сценаристи на предаването „Каналето“ на Петър Курумбашев, Васил Василев - Зуека, Камен Воденичаров, Тончо Токмакчиев и Слави Трифонов. Завършва НАТФИЗ през 1996 г. в класа на Атанас Илков и Вера Стефанова, Енчо Данаилов, Пламен Кьорленски и Рубен Гарабедян. Работи с режисьорите Симон (Мони) Шварц и Теди Москов. Същата година е изпратен в Кралски национален театър в Лондон. Изследва „Глобус“ – театърът на Уилям Шекспир. Работи със Съни Сънински до 1998 г. През 2002 г. завършва режисура. През 2002-2004 г. се занимава с политика и участва в младежката организация на Българската социалистическа партия. Реализира за деца „Майчина сълза“ и „Грехът на дядо Иван“ от Ангел Каралийчев, „Мечо Пух“ от А. А. Милн и „Малкият принц“ на Антоан дьо Сент-Екзюпери.
През 2007 г., организира, посреща и провежда 8 часов лекционен маратон с проф. Филип Котлър, бащата на маркетинга, в подкрепа на каузата си за съвременна българска култура.
От 2008 г. до 2017 г. поставя и реализира 10 пиеси на Уилям Шекспир:
1. „Много шум за нищо“
2. „Сън в лятна нощ“
3. „Укротяване на опърничавата“
4. „Ромео и Жулиета“
5. „Комедия от грешки“
6. „Венецианският търговец“
7. „Двамата Веронци“
8. „Веселите уиндзорки“
9. „Напразни усилия на любовта“
10. „Дванадесета нощ“

Участва в телевизионния сериал „Недадените“ през 2013 година с ролята на депутат вносител на Закона за защита на нацията. През 2017 година е поканен от продуцента и режисьор на „Възвишение“, Виктор Божинов. Пролетта на 2022 година участва в сериала "Вина" на БНТ.
От 2018 г. съвместно с МОН и директори на български училища в чужбина, изработва програма за поддържане и развитие на българския език на основата на театралната методология.
От 2021 г. е сценарист на филмите "Архондариците на Рилската света обител", "Под булото", "Минералните извори на село Баня", "Храмът на Пресвета Богородица в Добринище", "Песента на Средна гора", "Червената църква", "Пазителката на манастира", "Църквата свети Димитър в Паталеница - Куртулисаната" в рубриката на БНТ2 -" Олтарите на България "